# 厄什庫格
厄什庫格（挪威語：Ørskog）是挪威已撤銷的市镇，曾位於默勒-魯姆斯達爾郡。該市镇存在於1838年至2020年間。
2020年1月1日厄什庫格连同其他三个市镇一起并入奥勒松市镇。